# 이경숙 (1943년)
이경숙(李慶淑, 1943년 3월 6일~)은 대한민국의 교육인, 정치인이다. 국가보위입법회의 입법의원과 제11대 국회의원을 지냈으며 숙명여자대학교의 총장을 지냈다. 서울 출신이다. 종교는 개신교이다. 남편은 전 고려대 부총장 최영상이며, 여동생 이숙자는 성신여자대학교 총장을 지냈다.
이명박 전 대통령과 같은 소망교회를 다니고 있으며 평소 친분이 있는 것으로 알려져 있다. 2007년 12월 25일 제 17대 대통령직 인수위원장에 발탁됐다.

## 학력
- 경기여자고등학교 제11회 졸업
- 숙명여대 정치외교학과ㆍ대학원 졸업
- 캔자스 대학교 대학원 정치학 석사
- 사우스캐롤라이나 대학교 대학원 국제정치학 및 비교정치학 박사 (동북아시아 비교정치)
- 러시아 상트 페테르부르그대 교육학 명예박사
- 미국 사우스캐롤라이나대 교육학 명예박사
- 미국 코컬리지(CoeCollege) 인문학 명예박사

## 경력
- 숙명여대 교수
- 숙명여대 정법대 학장/기획처장
- 숙명여대 제13,14,15,16대 총장
- 1980년 : 국가보위입법회의 입법의원
- 1981년 ~ 1985년 : 제11대 국회의원 (민주정의당 전국구)
- 통일고문회의 고문
- 유네스코 ‘여성을 위한 커뮤니케이션 기술분야’ 석좌교수
- 국민훈장 모란장 (정보화 부분) 서훈
- 2007년 : 이명박 정부 대통령직 인수위원장
- 2009년 ~ 2013년 : 한국장학재단 이사장
- 숙명여자대학교 명예교수
- 2015년 ~ 2019년 : 아산나눔재단 이사장
- 숙명여자대학교 총동문회 고문

## 기타
- 대한민국 여성 정치학 박사 제3호이다.
- 1980년 국가보위입법회의 입법의원으로 활동하였다. 국가보위입법회의는 전두환 대통령이 국회와 정당을 해산시키고 국회를 대신해 입법기능을 담당할 기구로 만든 것으로 정치활동규제법, 언론기본법, 국가보안법·노동법·집시법 개정안 등 악법 시비가 일었던 법안들을 통과시켰다.[3]
- 숙대 총장으로 재직하며 기부금 모금행사에서 파격적인 댄스를 선보여 '춤추는 총장'이라는 별명을 얻었다.[4]
- 총장 선거 등에서 문제가 되었던 국가보위입법회의 입법의원 경력에 대하여, 얼결에 임명되었고 끝까지 거절할 수 없는 분위기였기 때문에 어쩔 수 없이 참가한 것이라 해명한 바 있다.[5]
- 이경숙은 '영어 공교육 완성 프로젝트 실천방안 공청회'에서 영어 표기법의 획기적인 전환이 필요하고 주장하면서 '오렌지(orange)'의 발음과 표기법을 '어륀지' 로 바꿔야 외국인이 잘 알아듣는다는 주장을 하였다.[6] 이 발언은 큰 화제가 되었는데, 이경숙은 후에 '어륀지' 발언 사건은 공청회에서의 지엽적인 답변이 확대재생산된 큰 오해였다고 밝혔다.[7] 그러나 2011년 9월 미국의 폭로 전문 웹사이트 위키리크스가 공개한 문서에 따르면 주한 미국 대사관은 "이경숙 인수위원장은 통역자가 있는데도 회담 내내 영어로만 대화했다. 하지만 그는 때때로 적절한 단어를 찾는 데 애를 먹었다. 그는 편하게 대화를 했지만 그의 어휘는 다소 제한적이었다"라고 평가했다.[8]

## 역대 선거 결과
| 실시년도 | 선거  | 대수 | 직책     | 선거구 | 정당       | 득표수      | 득표율         | 순위        | 당락 | 비고 |
| -------- | ----- | ---- | -------- | ------ | ---------- | ----------- | -------------- | ----------- | ---- | ---- |
| 1981년   | 총선  | 11대 | 국회의원 | 전국구 | 민주정의당 | 5,776,624표 | \| \| 35.6% \| | 전국구 53번 |      | 초선 |
|          | 35.6% |      |          |        |            |             |                |             |      |      |

## 같이 보기
- 대한민국 제11대 국회의원 선거 민주정의당 후보 목록#전국구